# Dai Wangshu

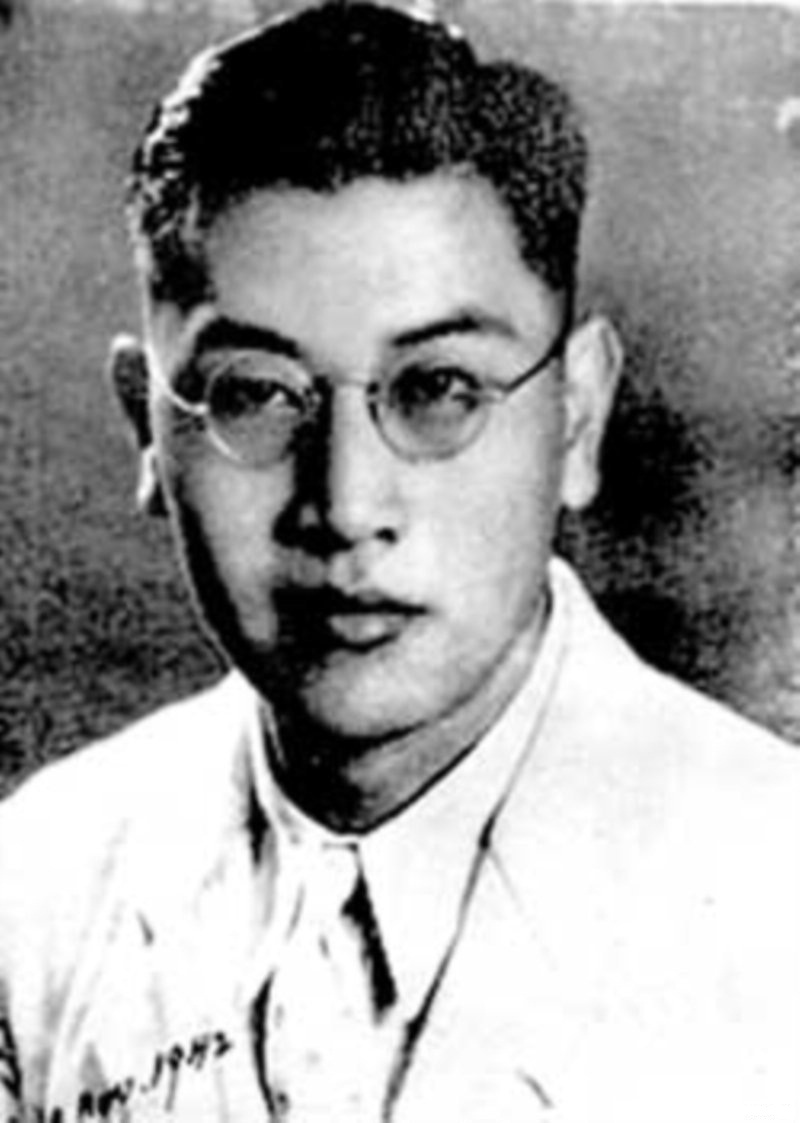
Dai Wangshu

Dai Wangshu (Chinees: 戴望舒; pinyin: Dài Wàngshū; 5 maart 1905 – 28 februari 1950), ook Tai Van-Chou, was een Chinese dichter, essayist en vertaler actief van de late jaren 20 van de 20e eeuw tot 1950. Een inwoner van Hangzhou, Zhejiang. Hij studeerde af aan de Aurora Universiteit in Shanghai in 1926. Zijn hoofdvak was Frans. 
Hij was nauw betrokken bij de Shanghai Modernisten School, ook bekend als Nieuwe Sensibiliteit of Nieuwe Sensatie School, een naam geïnspireerd op de Japanse moderne schrijver Riichie Yokomitsu. Deze richting streefde l’Art pour l’Art (kunst om de kunst) in plaats bijv. van afbeeldingen van de natuur, na. Andere leden waren Mu Shiying, Liu Na’ou, Shi Zecun en Du Heng, wiens Derde Categorie These (dat een schrijver politiek links kon zijn, maar onafhankelijk kon blijven) door Dai werd verdedigd tegen de harde lijn van de 4 Mei-beweging veteraan Lu Xun. 
Tussen 1932 en 1935 studeerde Dai Frans in Lyon. Hij publiceerde verscheidene gedichten in het Frans. In het vertalen van moderne Chinese literatuur werkte hij samen met de Franse schrijver Etiembe en hij ontmoette Franse contemporaire dichters zoals Jules Superville.  
Gedurende de Tweede Chinees-Japanse Oorlog werkte hij in Hong Kong als editeur van een krant. Tijdens de Japanse bezetting van Hong Kong werd hij voor enkele maanden in de gevangenis geworpen. Gedurende deze periode kreeg hij acute astma. Na de oorlog ging hij terug naar Shanghai en later naar Beijing. Daar stierf hij door een overdosis efedrine per ongeluk te hebben toegediend ter bestrijding van zijn astma.  
Zijn vroege poëzie verwijst vaak naar Franse neo-symbolisten zoals Paul Fort en in het bijzonder Francis Jammes. Maar ook veel verwijzingen naar teksten uit de meer dan duizend jaar geleden verstreken Tang dynastie (618-907) kunnen ook worden opgemerkt, vooral in zijn vroege poëzie. Sommigen nemen aan dat de invloed van symbolisten komt van bekendere Franse dichters zoals Verlaine en Baudelaire, maar daarvoor ontbreekt bewijs.
In de late jaren veertig van de 20e eeuw veranderde hij van neo-symbolisme naar een meer moderne stijl, die ook verwees naar taoïstische teksten. Dai vertaalde Les Fleurs du mal (vertaling: De Bloemen van het kwaad) van Baudelaire naar het Chinees. En hij was de eerste die Spaanse teksten van Federico Garcia Lorca en Pedro Salinas naar het Chinees vertaalde. 
- Bibsys: 90562920
- Biblioteca Nacional de España: XX1790602
- Bibliothèque nationale de France: cb11898445j (data)
- Catàleg d'autoritats de noms i títols de Catalunya: 981058521687006706
- CiNii: DA08391863
- Digitale Bibliotheek voor de Nederlandse Letteren: dai_001
- Gemeinsame Normdatei: 118987046
- International Standard Name Identifier: 0000 0001 0815 5443
- Library of Congress Control Number: n83050441
- Nationale Bibliotheek van Letland: 000200812
- Bibliotheek van het Japanse parlement: 00423021
- Nationale Bibliotheek van Tsjechië: jo2009551969
- Nationale bibliotheek van Australië: 36730906
- Nationale Bibliotheek van Israël: 987007268750805171
- Nederlandse Thesaurus van Auteursnamen: 153911670
- Réseau des bibliothèques de Suisse occidentale: 02-A000046613
- Système universitaire de documentation: 026809249
- Virtual International Authority File: 90715358
- WorldCat: E39PBJg8CKrYvhD4qfBDhqtFrq